# 郑力 (浙江)
郑力(1964年9月—)，浙江慈溪人，清华大学工业工程系教授、副校长，曾任人事处处长、教务处处长。
主要研究数字化制造、工业工程、生产系统分析和设计。
1985年，加入中国共产党。1986年，从清华大学本科毕业。1991年，于清华大学精仪系机械制造专业获得博士学位。2014年，成为教育部长江学者特聘教授。2018年6月，任清华大学副校长。